# Nevězice
Nevězice település Csehországban, Píseki járásban. Nevězice Probulov, Orlík nad Vltavou, Smetanova Lhota, Králova Lhota, Kostelec nad Vltavou, Varvažov és Čimelice településekkel határos. Lakosainak száma 136 fő (2024. január 1.).

## Népesség
A település lakosságának változását az alábbi diagram mutatja:
| Lakosok száma | 692  | 713  | 492  | 325  | 247  | 149  | 144  | 138  | 139  | 136  |
|               | 1869 | 1890 | 1921 | 1950 | 1980 | 2001 | 2017 | 2019 | 2022 | 2024 |